# Flata doryca
Flata doryca är en insektsart som beskrevs av Jean Baptiste Boisduval 1835. Flata doryca ingår i släktet Flata och familjen Flatidae. Inga underarter finns listade i Catalogue of Life.